# Alfred Kałuziński
Alfred Józef Kałuziński, född den 21 december 1952 i Krakow, Polen, död 4 september 1997 i Klimkówka, Polen, var en polsk handbollsspelare.
Han tog OS-brons i herrarnas turnering i samband med de olympiska handbollstävlingarna 1976 i Montréal.